# ديباجة

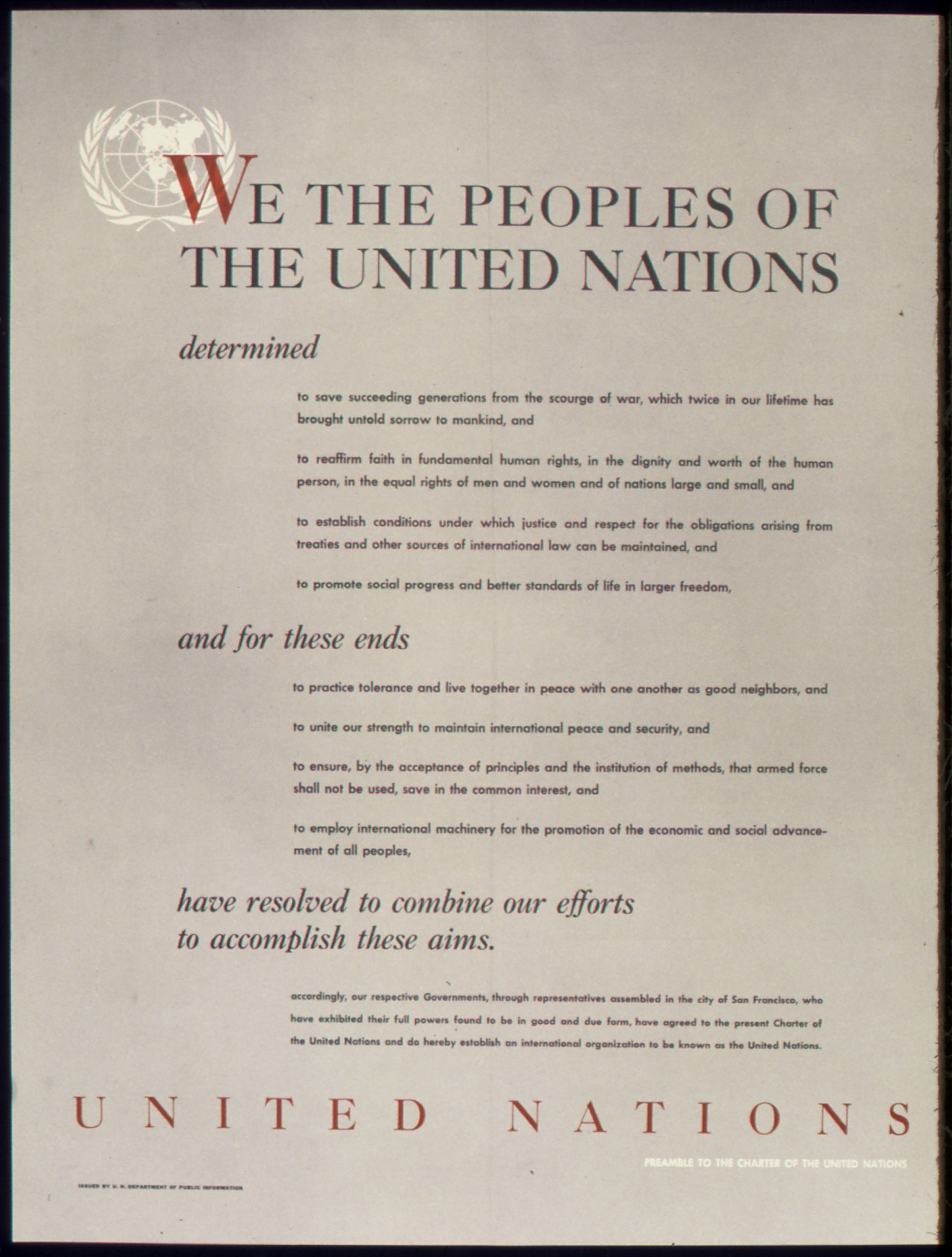
ديباجة ميثاق الأمم المتحدة

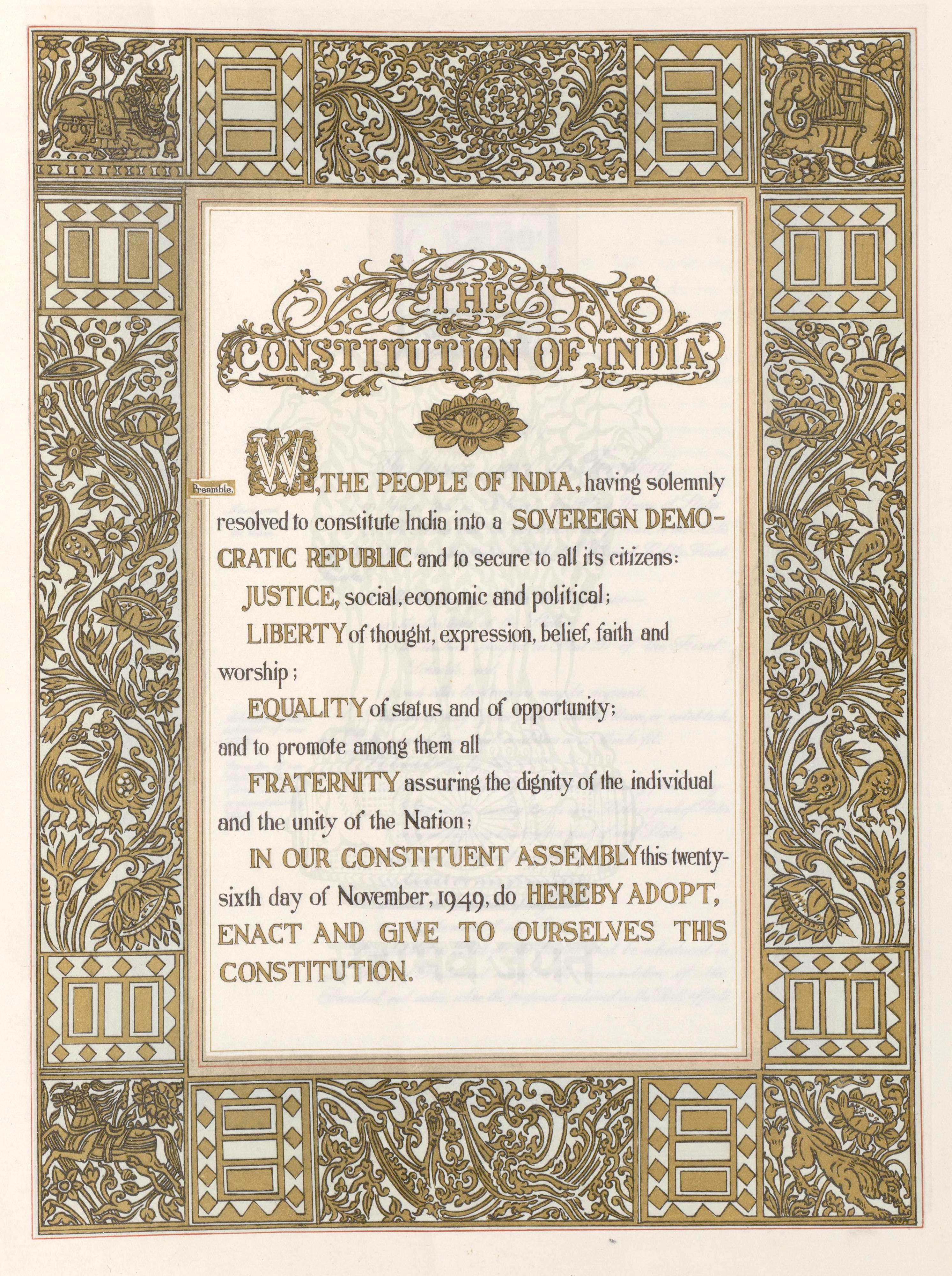
ديباجة دستور الهند

الديباجة عبارة عن بيان تمهيدي وتعبيري في مستند يشرح الغرض من المستند والفلسفة الأساسية. عند تطبيقه على الفقرات الافتتاحية للنظام الأساسي، يجوز له سرد الحقائق التاريخية ذات الصلة بموضوع النظام الأساسي. وهو يختلف عن العنوان الطويل أو صيغة التشريع لقانون.
في الإجراء البرلماني باستخدام قواعد روبرت النظامية، تتكون الديباجة من فقرات "بينما" التي يتم وضعها قبل البنود في القرار (اقتراح رسمي مكتوب).  ومع ذلك، لا يلزم وضع الديباجة في القرارات.  وفقًا لقواعد النظام الخاصة بروبرت، قد لا يكون تضمين مثل هذه المعلومات الأساسية مفيدًا في تمرير القرار. 

## الأثر القانوني
في حين قد يُنظر إلى الديباجة على أنها مسألة تمهيدية غير مهمة، إلا أن كلماتها قد يكون لها تأثيرات ربما لم يتوقعها القائمون على الصياغة.

### فرنسا
في فرنسا، اعتبرت ديباجة دستور الجمهورية الخامسة لعام 1958 ثانوية وبالتالي فهي غير ملزمة حتى حكم المجلس الدستوري في 16 يوليو 1971 بعكس ذلك.  أثر هذا القرار، الذي بدأ بعبارة "مع مراعاة الدستور وديباجته"، على تغيير كبير في القانون الدستوري الفرنسي،
مثل الديباجة والنصوص التي أشارت إليها، فقد أخذ إعلان حقوق الإنسان والمواطن لعام 1789 وديباجة دستور الجمهورية الرابعة مكانهما جنبًا إلى جنب مع الدستور كنصوص تُفهم بقيمة دستورية. تم لاحقًا إلحاق ميثاق البيئة لعام 2004 بالديباجة.

### كندا
في كندا، استشهدت ديباجة قانون الدستور لعام 1867 من قبل المحكمة العليا لكندا في مرجع قضاة المقاطعات، لزيادة ضمانات استقلال القضاء. كما أعلنت المحكمة الدستورية البوسنية، مستشهدة بشكل خاص بالسوابق القضائية للمحكمة العليا الكندية، أن أحكام ديباجة الدستور البوسني تحوي عدة نقاط مهمة، وبالتالي تعمل كمعيار سليم للمراجعة القضائية للمحكمة الدستورية. 

### الاتحاد الأوروبي
بسبب القلق بشأن آثاره المحتملة، تسببت مسودة ديباجة الدستور الأوروبي المقترح، في عام 2002، في الكثير من الجدل بسبب احتمال إدراج إشارة إلى التراث المسيحي لأوروبا.

### أستراليا
في أستراليا في عام 1999، كان الاستفتاء حول اعتماد ديباجة جديدة مصحوبًا بوعد بأن الديباجة، إذا تم تبنيها، لا يمكن إنفاذها من قبل المحاكم، حيث كان البعض قلقًا بشأن كيفية تفسير الديباجة وتطبيقها. 

### الهند
في الهند، كثيرًا ما تحكم المحكمة العليا في التعديلات غير الدستورية التي تنتهك البنية الأساسية للدستور، وخاصة ديباجته. 